# تسخين عازل كهربائي
تسخين العازل الكهربائي، ويعرف أيضًا باسم التسخين الإلكتروني، تسخين الترددات الراديوية، تسخين الترددات العالية، تسخين العازل الكهربائي المستقطب، التدفئة العازلة، (بالإنجليزية: Dielectric heating)‏ هو العملية التي يسخن فيها حقل كهربائي متناوب بترددات راديوية، أو أمواج راديوية، أو إشعاع أمواج صغرية كهرومغناطيسية مادةً عازلة للكهرباء. عند الترددات الأعلى، يسبب دوران ثنائي القطب الجزيئي في العازل هذا التسخين.

## آلية العمل
يحدث الدوران الجزيئي في المواد التي تحتوي على جزيئات قطبية لها عزم استقطاب كهربائي؛ نتيجة لذلك، تصطف الجزيئات في حقل كهرومغناطيسي. إذا كان الحقل يهتز، كما في الموجة الكهرومغناطيسية أو في حقل كهربائي يهتز بشدة، فإن الجزيئات تدور باستمرار عن طريق الاتساق مع الحقل. يدعى هذا دوران العازل المستقطب، أو استقطاب ثنائي القطب. مع تناوب الحقل، تعكس الجزيئات اتجاهها. تدفع الجزيئات الدائرة وتسحب وتصطدم مع الجزيئات الأخرى (عبر القوى الكهربائية)، موزعةً الطاقة إلى الجزيئات المجاورة والذرات في المادة. عملية انتقال الطاقة من المصدر إلى العينة شكل من أشكال التسخين الإشعاعي.
تتعلق درجة الحرارة بالطاقة الحركية الوسطية (طاقة الحركة) للذرات أو الجزيئات في مادة ما، فاستثارة الجزيئات بهذه الطريقة يزيد درجة حرارة المادة. لذا، فدوران ثنائي القطب آلية يمكن بواسطتها للطاقة التي بشكل إشعاع كهرومغناطيسي رفع درجة حرارة جسم ما. هناك أيضًا العديد من الآليات التي يمكن بواسطتها حدوث هذا التحول.
دوران ثنائي القطب هو الآلية التي يشار إليها عادةً باسم تسخين العازل المستقطب، وهي تلاحظ أكثر شيء في فرن الميكرويف حيث تعمل بأكبر فعالية على الماء السائل، وأيضًا، ولكن بشكل أقل بكثير، على الدهون والسكريات. هذا بسبب أن جزيئات الدهون والسكريات أقل استقطابًا بكثير من جزيئات الماء، وبالتالي فهي تتأثر أقل بالقوى المولدة من حقول كهرومغناطيسية متناوبة. بعيدًا عن الطبخ، يمكن استخدام الأثر لتسخين المواد الصلبة، أو السائلة، أو الغازية بشكل عام، بشرط أن تحتوي بعض ثنائيات الأقطاب الكهربائية.
يتضمن تسخين العازل الكهربائي تسخين المواد العازلة كهربائيًّا عن طريق ظاهرة فقد العازل المستقطب. يؤدي حقل كهربائي متغير على امتداد المادة إلى تبديد الطاقة عند محاولة الجزيئات الاصطفاف مع الحقل الكهربائي المتغير باستمرار. يمكن أن ينتج هذا الحقل الكهربائي المتغير عن انتشار موجة في الفضاء الحر (كما في فرن الميكرويف)، أو يمكن أن ينتج عن حقل كهربائي سريع التناوب في مكثف. في الحالة الأخيرة، لا توجد موجة كهرومغناطيسية حرة الانتشار، ويمكن اعتبار الحقل الكهربائي المتغير مماثلًا للعنصر الكهربائي للحقل القريب من هوائي. في هذه الحالة، رغم أن التسخين يتحقق بتغيير الحقل الكهربائي داخل تجويف سعوي عند ترددات راديوية، لا يحدث فعليًّا توليد أمواج راديوية أو امتصاصها. بهذا المعنى، فالأثر هو المثيل الكهربائي المباشر لتسخين بالتحريض المغناطيسي، وهو أثر حقل قريب (لا يتضمن أمواجًا راديوية).[بحاجة لمصدر]
الترددات في مجال 10-100 ميغاهيرتز ضرورية لإنتاج تسخين العازل، مع أن الترددات الأعلى تعمل بجودة مماثلة أو أفضل، وفي بعض المواد (السوائل على الأخص) فالترددات الأدنى لها أيضًا آثار تسخين معتبرة، وذلك غالبًا بسبب آليات عمل غير معتادة أكثر. مثلًا، في السوائل الموصلة كالماء المالح، يسبب السحب الشاردي التسخين، إذ «تُسحب» الشوارد (الأيونات) المشحونة ببطء أكبر إلى الأمام والخلف في السائل تحت تأثير الحقل الكهربائي، صادمةً الجزيئات السائلة أثناء ذلك وناقلةً الطاقة الحركية إليها، ما يترجم في النهاية إلى اهتزازات جزيئية وبالتالي إلى طاقة حرارية.
يتطلب تسخين العازل الكهربائي عند ترددات أقل، كأثر حقل قريب، مسافةً من مشع الموجات الكهرومغناطيسية إلى الممتص أقل من 12π ≈ 16 من طول الموجة. هذه بالتالي عملية تلامس أو شبه تلامس، بما أنها عادةً تغلف المادة التي يراد تسخينها (عادةً تكون مادة غير معدنية) بصفائح معدنية تأخذ دور العازل الكهربائي المستقطب فيما هو فعليًّا مكثف كبير جدًّا. لكن التلامس الكهربائي الفعلي غير ضروري لتسخين عازل داخل مكثف، إذ لا تتطلب الحقول الكهربائية التي تكون الجزء الداخلي من مكثف يخضع لفرق جهد تلامسًا كهربائيًّا لصفائح المكثف مع المادة العازلة (غير الموصلة) بين الصفائح. لأن الحقول الكهربائية الأقل ترددًا تخترق المواد غير الموصلة أكثر بكثير من الأمواج الصغرية (الميكرويف)، مسخنةً جيوب الماء والعضويات التي تقع عميقًا في داخل المواد الجافة كالخشب؛ فيمكن استخدامها لتسخين وتحضير العديد من الأطعمة غير الموصلة للكهرباء والأغراض الزراعية بسرعة شديدة، طالما أنها تتسع بين صفائح المكثف.